# Likey
Likey – koreański singel południowokoreańskiej grupy Twice, wydany cyfrowo 30 października 2017 roku w Korei Południowej.
Singel promował płytę Twicetagram. Singel sprzedał się w Korei Południowej w nakładzie 693 538 egzemplarzy (stan na grudzień 2017). Utwór wygrał trzy razy z rzędu w programie muzycznym Inkigayo zdobywając „Triple Crown”.
Japońska wersja tego utworu pojawiła się na japońskiej kompilacji #TWICE2.

## Lista utworów
| Nr | Tytuł   | Słowa                         | Kompozycja                    | Aranżacja | Czas |
| -- | ------- | ----------------------------- | ----------------------------- | --------- | ---- |
| 1. | "Likey" | Black Eyed Pilseung, Jeon Gun | Black Eyed Pilseung, Jeon Gun | Rado      | 3:28 |

## Notowania
| Lista                              | Najwyższa pozycja |
| ---------------------------------- | ----------------- |
| Gaon Weekly Digital Chart          | 1                 |
| Gaon Weekly Download Chart         | 1                 |
| Gaon Weekly Streaming Chart        | 3                 |
| Japan Hot 100                      | 2                 |
| BillboardPH Hot 100                | 11                |
| Billboard World Digital Song Sales | 1                 |

## Nagrody w programach muzycznych
| Program                   | Data              | Źródło |
| ------------------------- | ----------------- | ------ |
| Show Champion (MBC Music) | 8 listopada 2017  | [ 12 ] |
| M Countdown (Mnet)        | 9 listopada 2017  | [ 13 ] |
| M Countdown (Mnet)        | 16 listopada 2017 | [ 14 ] |
| Music Bank (KBS2)         | 10 listopada 2017 | [ 15 ] |
| Inkigayo (SBS)            | 12 listopada 2017 | [ 16 ] |
| Inkigayo (SBS)            | 19 listopada 2017 | [ 17 ] |
| Inkigayo (SBS)            | 26 listopada 2017 | [ 18 ] |